# 노은도서관
노은도서관은 대전광역시 유성구 소재의 도서관이다.

## 연혁
- 2009. 09. 17 노은도서관 착공
- 2010. 08. 23 노은도서관 준공
- 2010. 10. 12 노은도서관 개관

## 이용 안내

### 이용 시간
- 종합자료실: 화 ~ 금 09:00 ~ 22:00 / 토 ~ 일 09:00 ~ 18:00
- 어린이 자료실 및 디지털자료실: 화 ~ 일 09:00 ~ 18:00
- 열람실
  - 동절기 08:00~22:00
  - 하절기 07:00~22:00
  - 월요일 휴관

### 휴관일
- 정기휴관일 : 매주 월요일
- 법정휴관일 : 국경일, 정부에서 정한 공휴일
- 임시휴관일 : 도서관 사정으로 휴관하는 날